# Le Dernier Souffle, au cœur de l'Hôtel-Dieu de Montréal
Série
La Folle Entreprise, sur les pas de Jeanne Mance
(2010) La Ville d'un rêve
(2022)
Série
Les Âmes errantes
(2020)
Pour plus de détails, voir Fiche technique et Distribution.
Le Dernier Souffle, au cœur de l'Hôtel-Dieu de Montréal est un film documentaire québécois réalisé par Annabel Loyola, sorti le 25 février 2017 à Montréal. Ce film est le deuxième long métrage documentaire de la cinéaste et constitue, avec La Folle Entreprise, sur les pas de Jeanne Mance (2010) et La Ville d’un rêve (2022) le deuxième volet d’une trilogie sur la fondation de Montréal.

## Synopsis
Ce documentaire raconte l'histoire des derniers occupants de l’Hôtel-Dieu de Montréal, avant sa fermeture en 2017. Dans le film, on suit le quotidien de plusieurs personnes qui y travaillent, comme des chirurgiens cardiaques, des infirmières, des bénévoles, des techniciens en bâtiment, des employés de longue date, des religieuses encore présentes sur les lieux et le destin de plusieurs malades qui séjournent à l’hôpital. Telle une chronique du deuxième plus vieil hôpital en Amérique du Nord, le film raconte, après 375 ans, la fin d’un cycle qui a marqué l’histoire de Montréal.

## Fiche technique
| Productrice                  | Jeannine Gagné, Annabel Loyola                                       |
| Recherche, scénario          | Annabel Loyola                                                       |
| Réalisation                  | Annabel Loyola                                                       |
| Image                        | Tomi Grgicevic, Annabel Loyola                                       |
| Montage                      | Emma Bertin, Annabel Loyola                                          |
| Conception et montage sonore | Mélanie Gauthier, Claude Langlois                                    |
| Prise de son                 | Mélanie Gauthier, Catherine Van Der Donckt, Marco Fania, Julia Innes |
| Musique originale            | Fabienne Lucet                                                       |
| Production                   | Amazone Film                                                         |
| Distribution                 | Arabesque Films                                                      |
| Relations de presse          | Caroline Rompré, pixelleX                                            |
| Durée                        | 72 minutes                                                           |
| Sortie en salle              | 7 avril 2017                                                         |

## Intervenants
Narration
- Annabel Loyola

Principaux participants:
- Dr Fadi Basile et Dr Ignacio Prieto, chirurgiens cardiaques
- Alexandra Beaudry, patiente
- Sylvain Caron et Sylvain Grenon, techniciens en bâtiment
- Jean-Laurier Gingras, patient
- Annabelle Renzo, harpiste
- Michaël Plamondon, massothérapeute
- Fernand Huard, patient
- Sœur Ellen Davis, Religieuse Hospitalière de Saint-Joseph
- Sœur Marie-Blanche Leblanc, Religieuse Hospitalière de Saint-Joseph
- Ghislaine Rouly, présidente de l'Association des auxiliaires bénévoles de l’Hôtel-Dieu de Montréal

## Genèse du film

### Événement déclencheur
Le 28 mars 2013, Annabel Loyola apprend dans le journal La Presse que le gouvernement du Québec a l'intention de vendre l’Hôtel-Dieu de Montréal pour financer la construction du nouveau Centre hospitalier de l'Université de Montréal (CHUM). « Cette annonce m’a semblé impensable. L’Hôtel-Dieu est la seule institution à Montréal qui a exactement l’âge de la ville ! (...) Pour moi, l’Hôtel-Dieu, c’est l’âme de Montréal », affirme la cinéaste.
Une coalition formée de citoyens et d'organisations montréalaises est créée dans les mois qui suivent cette annonce. Son objectif est de faire pression sur le gouvernement du Québec afin qu’il revienne sur sa décision de vendre l’Hôtel-Dieu de Montréal et de le conserver dans le réseau public. Loyola décide alors de filmer les dernières années de vie à l’Hôtel-Dieu de Montréal avant qu’il ne soit trop tard,. Même si la vente de l’édifice patrimonial n'a pas eu lieu, l’Hôtel-Dieu de Montréal est menacé de fermeture dès lors que la construction du méga centre hospitalier sera terminée.

### Démarche artistique et anthropologique
Annabel Loyola a tourné à l'Hôtel-Dieu de Montréal entre 2014 et 2016. Elle est devenue bénévole en faisant des visites d’amitiés aux malades pendant toute la réalisation de son film. Son souhait était de redonner d’un côté ce qu’elle prendrait de l’autre avec une caméra,,,. Comme en témoignent les critiques, l’aspect humain est celui qui ressort le plus dans le film à travers les gens qui travaillent et vivent dans le plus vieil hôpital de Montréal. L’Hôtel-Dieu devient également un personnage à part entière et en fin de vie,.
Le film est un hommage au deuxième plus vieil hôpital en Amérique du Nord et aux personnes qui le font vivre depuis sa fondation. La cinéaste fait une analogie entre la ruche et l'hôpital dans son film. « Comme les Hospitalières, qui ont géré les lieux durant plus de trois siècles, possèdent encore une ruche dans leurs jardins, Mme Loyola s'est servie du travail des abeilles comme lien entre tous les éléments et les chapitres de son film. C'est un brin naïf, mais ça marche diablement bien », précise André Duchesne dans La Presse. Le film porte les valeurs inspirées par le projet de fondation de Montréal : « l’attention aux malades, l’humanité des soins, le respect et le dévouement ».

## Distribution

### Première mondiale et sortie en salle
Le Dernier Souffle, au cœur de l'Hôtel-Dieu de Montréal est présenté en première mondiale le 25 février 2017 lors de la 35e édition des Rendez-vous du cinéma québécois,.
Le film sort en salle au Québec le 7 avril 2017, et reste à l’affiche plusieurs semaines à Montréal. La cinéaste organise des ciné-débats pendant plusieurs semaines avec des invités de marque à la Cinémathèque québécoise et au Cinéma du Parc à Montréal,.

### 375eanniversaire de Montréal et de son Hôtel-Dieu
Selon le journaliste culturel Claude Deschênes, « Il y a un film extrêmement important qui prend l'affiche cette semaine. Il faut voir Le dernier souffle, au cœur de l’Hôtel-Dieu de Montréal autant que n’importe laquelle des activités inscrites à la programmation des festivités du 375e anniversaire de Montréal. ». L’institution patrimoniale montréalaise est la seule à Montréal qui a le même âge que la ville et elle « s’apprête à disparaître dans l’insouciance la plus totale » affirme la cinéaste. « L’année même où l’on célèbre les 375 ans de la fondation de Montréal, le principal héritage de sa cofondatrice, Jeanne Mance, l’Hôtel-Dieu, est à l’agonie », ajoute la journaliste Isabelle Paré dans Le Devoir,.
Même si Le Dernier Souffle, au cœur de l'Hôtel-Dieu de Montréal ne fait pas partie des événements sélectionnés et financés par la Société des célébrations du 375e anniversaire de Montréal, le film fait son œuvre et continue d’être projeté en salle en même temps qu’il est diffusé à la télévision sur Canal D dans la case Docu-D, trois jours avant le 375e de Montréal.

### Première internationale et première européenne
Le film est sélectionné au prestigieux Festival international du film de Shanghai en juin 2017 où il est présenté devant trois salles combles,,. En novembre 2017, une dizaine de diffusions ont lieu dans le cadre du Mois du film documentaire en France et au Québec. Chaque présentation est accompagnée par la cinéaste,.

### Télévision, plateformes numériques et DVD
Le film est présenté sur les ondes de Canal D le 14 mai 2017 à l'occasion du 375e anniversaire de Montréal et de l’Hôtel-Dieu de Montréal. Il connait ensuite des diffusions sur la plateforme numérique ICI tou.tv où il est présenté avec le court métrage de la cinéaste Les Âmes Errantes, tourné après la fermeture de l’Hôtel-Dieu,. Le Dernier Souffle, au cœur de l’Hôtel-Dieu de Montréal sort en DVD en octobre 2017 lors d’un événement organisé au Musée des Hospitalières. Le film est disponible en vidéo à la demande,.

### Ciné-rencontres et rétrospectives
Le film est présenté régulièrement depuis sa sortie lors de ciné-rencontres avec la cinéaste, y compris lors de congrès spécialisés en médecine.

## Réception
Le film connaît un succès de visibilité sur le plan international,. Dès sa sortie, les critiques sont unanimes : le film génère un engouement notoire sur un sujet brûlant d'actualité.
- « La réalisation, sobre et classique, met en avant sans trop insister une opération cardiaque qui fait alors office de métaphore rappelant le titre du film et dépeint le courage et la résilience des patients, montrés sans sentimentalisme. » - Charles-Henri Ramond, Revue Séquences[38]
- « Attentive aux moindres détails de la vie quotidienne de l'hôpital, Annabel Loyola a capté les derniers moments de ce lieu condamné à disparaître dans le grand tout du CHUM. » - Claude Deschênes, Avenues.ca[21]
- « Dans le droit fil de son moyen métrage "La folle entreprise - sur les pas de Jeanne Mance », Annabel Loyola livre une lettre d'amour touchante à l'institution créée par cette dernière en 1642, dans la foulée de la fondation de Montréal. » - Médiafilm[39]
- « J'ai découvert des faits historiques que j’aurais pu certes trouver ailleurs, mais présentés dans Le dernier souffle d’une manière si agréable, si sincère, si humaine que certains des participants continuent de résonner en moi le lendemain de l’écoute. » - Mélanie Beausoleil, Le Petit Septième[40]
- « Le dernier souffle, au cœur de l'Hôtel-Dieu de Montréal est chaleureux, délicat, respectueux, une merveille de montage et de réalisation. » - Liz Ferguson, Mostlymovies.ca[18]
- « Réconfortant » - Charles-Henri Ramond, Revue Séquences[38]
- « Ce deuxième long métrage documentaire constitue une belle réussite, tant visuelle que narrative » - André Duchesne, La Presse[9]
- « Certes, ce film n'a pas employé d’acteurs, mais le jeu de la mise en scène est efficace, les protagonistes sont attachants, et on se surprend à vouloir aller découvrir ce jardin perdu au milieu de la ville. » - Mélanie Beausoleil, Le Petit Septième[40]
- « L'approche profondément humaine, intimiste même de la cinéaste donne vie à l’Hôtel-Dieu où les gens qui verront sa fermeture définitive demeurent néanmoins optimistes quant à son avenir. » - Diane Joly, Rabaska : revue d'ethnologie de l'Amérique française[6]
- « Le dernier souffle est un sincère et réel hommage à l'Hôtel-Dieu. Un hommage qui célèbre autant l'histoire de l'établissement que son patrimoine culturel et architectural et ses gens, du chirurgien cardiaque à la jeune patiente en attente d'une greffe, des sœurs Hospitalières au personnel de soutien (concierge, menuisier) que la documentariste, saluons-le, n'a pas oublié. » - André Duchesne, La Presse[9]
- « Ce documentaire se veut humain et émouvant. » - Charlotte Lopez, Journal Métro[17]
- « Témoigner. Transmettre. Rendre hommage. C'est ce qui a motivé Annabel Loyola à concevoir le documentaire terriblement humain Le dernier souffle, au cœur de l’Hôtel-Dieu de Montréal. » - Martin Gignac, Journal Métro[12]
- « Annabel Loyola, femme-orchestre du cinéma documentaire » - Sophie Bernard, Qui fait quoi[5]
- « Le documentaire Le dernier souffle, au cœur de l'Hôtel-Dieu de Montréal est une puissante lettre d'amour à l'Hôtel-Dieu. » - Liz Ferguson, Mostlymovies.ca[18]

## Actualité
L'Hôtel-Dieu ferme l’année de son 375e anniversaire. Son déménagement au CHUM a lieu le 5 novembre 2017.
L'institution montréalaise rouvre ses portes en avril 2020 pour accueillir les patients des centres d’hébergement de soins de longue durée (CHSLD) dépassés par la crise sanitaire due à la pandémie de COVID-19. Dès la mi-mars 2020, une clinique de dépistage (COVID-19) était mise sur pied dans l’ancienne urgence de l’hôpital, fermée depuis plus de deux ans,,.
Malgré cela, le deuxième plus vieil hôpital en Amérique du Nord est en sursis. Le gouvernement du Québec n'a pas statué sur son avenir. Annabel Loyola est retournée dans les lieux vides pour réaliser son court métrage documentaire intitulé Les Âmes Errantes,.

## Distinctions

### Récompenses
- Prix Gémeaux 2018 : Meilleure musique originale pour Le dernier souffle, au cœur de l'Hôtel-Dieu de Montréal. Nomination décernée à la compositrice et interprète Fabienne Lucet[47].

### Festivals et rendez-vous culturels marquants
- 2017 – Rendez-vous du cinéma québécois, première mondiale[47]
- 2017 – Festival international du film de Shanghai, première internationale[25],[47]
- 2017 – Festival international du cinéma des femmes de Fort-Coulonge, événement de lancement du festival[47]
- 2017 – 18e édition du Mois du film documentaire[28],[47]
- 2018 – 2e édition, Voir en perspective, Mois du documentaire[47]
- 2019 – Festival international du film d'histoire de Montréal, sélection officielle[47]

## Identifiants
- ISNI :